# İsmail Güzel
İsmail Güzel (* 14. April 1986) ist ein türkischer Ringer. 2006 wurde er Europameister. Zudem kommen zu seinen Erfolgen zwei Europa- und ein Weltmeistertitel bei den Junioren dazu. Der 1,82 Meter große Ringer, der im griechisch-römischen Stil startet, ringt in der Türkei bei Konya Büyüksehir Belediye.

## Erfolge als Senior
- 2006, 1. Platz, EM in Moskau, GR, nach Siegen über Mindaugas Mizgaitis, Litauen, Sergei Artjuchin, Belarus, Oleksandr Tschernezkyj, Ukraine und Juha Ahokas, Finnland
- 2006, 3. Platz, WM in Guangzhou (Kanton), GR, nach Siegen über Revaz Chelidse, Georgien, Dremiel Byers, USA, Hao Liu, VR China und Mihály Deák Bárdos, Ungarn und eine Niederlage gegen Mijaín López, Kuba
- 2007, 3. Platz, World Cup in Antalya, GR, nach Siegen über Revaz Chelidse und Alexander Anutschin, Russland und einer Niederlage gegen Oleksandr Tschernezkyj
- 2007, 3. Platz, EM in Sofia, GR, nach Siegen über Radomir Petkovic, Serbien, Oleksandr Tschernezkyj, Juri Patrikejew, Armenien und Matti Hämäläinen, Finnland und einer Niederlage gegen David Vála, Tschechien

| Personendaten    | Personendaten     |
| ---------------- | ----------------- |
| NAME             | Güzel, İsmail     |
| KURZBESCHREIBUNG | türkischer Ringer |
| GEBURTSDATUM     | 14. April 1986    |